# Julia Gaudermann
Julia Gaudermann (geboren am 17. April 1992 in Gießen) ist eine ehemalige deutsche Basketballspielerin.

## Leben
Julia Gaudermann ist 1,66 m groß. Sie besuchte die Theo-Koch-Schule Grünberg. Nach dem Abitur zog sie nach Halle (Saale) und studierte Sport und Betriebswirtschaftslehre.

## Basketballkarriere
In Grünberg (Hessen) spielte sie beim Zweitligisten Bender Baskets Grünberg als Point Guard und war bereits in jungen Jahren Leistungsträgerin. Mit 16 Jahren spielte sie in Doppellizenz beim Erstligisten BC Marburg, der eine Kooperation mit Grünberg pflegt. Am 8. November 2008 bestritt sie ihr erstes Erstligaspiel gegen den Herner TC 2010 erkrankte sie während der Vorbereitung zur Saison 2010/2011 und spielte bis einschließlich der Saison 2011/2012 für die Bender Baskets Grünberg. Zur Saison 2012/2013 wechselte Gaudermann zum Erstligisten SV Halle Lions und kehrte 2015 zum BC Marburg zurück. In Wiesbaden begann sie eine Ausbildung bei der Polizei und entschied sich 2016, aus beruflichen Gründen nicht mehr in der Bundesliga zu spielen. In Teilen des Spieljahres 2016/17 verstärkte Gaudemann noch den Zweitligisten TSV Krofdorf-Gleiberg.

## Nationalmannschaft
Gaudemann durchlief alle Jugendnationalmannschaften. Mit der U16-Nationalmannschaft gelang ihr 2007 bei den Europameisterschaft in Kattowitz der Klassenerhalt.

## Erfolge
- 2007 und 2008 wurde Gaudermann zur Nachwuchssportlerin des Jahres Mittelhessens gewählt.
- 2008 Gewinn der Deutschen Meisterschaft der U16 mit dem TSV Grünberg.[8]
- 2009 Gewinn der Deutschen Meisterschaft U18 mit dem TSV Grünberg.[9]
- 2011 Gewinn des Deutschen Pokals U19 mit dem TSV Grünberg.